# Mina Popović
Mina Popović (in serbo Мина Поповић?; Kraljevo, 16 settembre 1994) è una pallavolista serba, centrale della Lokomotiv Kaliningrad.

## Carriera

### Club
La carriera di Mina Popović inizia nella stagione 2011-12 quando esordisce nel massimo campionato serbo con la maglia della Stella Rossa: con il club di Belgrado, a cui resta legata per quattro stagioni, si aggiudica due scudetti e tre Coppe di Serbia consecutive.
Nella stagione 2015-16 si trasferisce nella Serie A1 italiana, ingaggiata dalla neopromossa Obiettivo Risarcimento di Villaverla, mentre nella stagione successiva è nella stessa categoria vestendo però la maglia del Bergamo, dove resta per due annate.
Nella stagione 2018-19 difende i colori del San Casciano, mentre in quella seguente si accasa al Casalmaggiore, sempre in Serie A1, categoria in cui continua a giocare nell'annata 2020-21, firmando per la Savino Del Bene.
Nella stagione 2021-22 si accorda con il club turco del Fenerbahçe, in Sultanlar Ligi, categoria in cui milita anche nell'annata seguente, passando però al Galatasaray. Per il campionato 2023-24 viene invece ingaggiata dalla Lokomotiv Kaliningrad, nella Superliga russa.

### Nazionale
Dopo aver fatto parte della nazionale serba under 18, con cui vince nel 2011 il bronzo sia al campionato europeo che al campionato mondiale, e di quella under 19, con cui vince l'argento al campionato europeo 2012, esordisce nella nazionale maggiore nel 2013, arrivando a conquistare nel 2015 la medaglia d'argento alla Coppa del Mondo e quella di bronzo al campionato europeo; nel 2017 e nel 2019 si aggiudica due medaglie d'oro consecutive ai campionati europei.
Nel 2021 conquista la medaglia di bronzo ai Giochi della XXXII Olimpiade di Tokyo e quella d'argento al campionato europeo, mentre l'anno successivo giunge terza alla Volleyball Nations League e vince l'oro al campionato mondiale. Nel 2023 si aggiudica l'argento al campionato europeo.

## Palmarès

### Club
- Campionato serbo: 2

2011-12, 2012-13
- Coppa di Serbia: 3

2011-12, 2012-13, 2013-14

### Nazionale (competizioni minori)
- Campionato europeo under 18 2011
- Campionato mondiale under 18 2011
- Campionato europeo under 19 2012
- Giochi europei 2015

### Premi individuali
- 2011 - Campionato europeo under 18: Miglior muro
- 2011 - Campionato mondiale under 18: Miglior muro
- 2012 - Campionato europeo under 19: Miglior muro